# Hans Thyselius
Hans Hansson Thyselius, född 30 januari 1871 i Malmö, död där 20 oktober 1929, var en svensk arkitekt. 
Thyselius utexaminerades från Tekniska elementarskolan i Malmö 1888 och studerade därefter i Tyskland. Han återkom till Malmö 1896 och bedrev egen arkitektverksamhet där från 1899. Han var delägare i stenhuggerifirman Thyselius & Weltz och ensam innehavare av firman från 1905. Han var prokurist i handelsfirman Elise Thyselius (ägd av henne) från 1910.

## Verk i urval

### Malmö

#### Gamla staden
- Malmgrens hus, Stadt Hamburg 8, 1902
- Blomman 6 och 7, 1904
- Concordia 16, 1906
- Stadt Hamburg 11, 1922, Sydkrafts kontor, numera scenskola (1989)
- Druidorden, Jörgen Kock 5, 1923
- Vallen 2, 1924
- Möllebacken 4, 1929

#### Rörsjöstaden
- Paula 3, 1910.

#### Mellersta förstaden
- Ledebur 8, 1906.

#### Möllevången
- Arken 4, 1906
- Gillet 3, 1907
- Länken 4, 1907
- Arken 6, 1912
- Lodet 4, 1923

#### Kungsparken
- Utsiktsplats vid kanalkrök, sandsten 1903

#### Södra förstaden
- Lekatten 4, 1903
- Nötskrikan 17, 1904
- Havsuttern 6, 1907
- Laxen 9A och 10A, 1912

#### Sofielund
- Malmö Förenade bryggerier 1919–1928

### På andra orter
- Villor i Limhamn och Lomma, bland annat Villa Tussebo (egen), Lomma 1925, riven.
- Transfereringscentral, Lund 1909
- Glädjen 1 i Lund 1912
- Kraftverksbyggnader Övre Knäred och Nedre Knäred 1909–1910
- Vattenkraftverk Skogaby 1922.
- Karseforsens kraftverk vid Lagan 1928